# Lamborghini Marzal

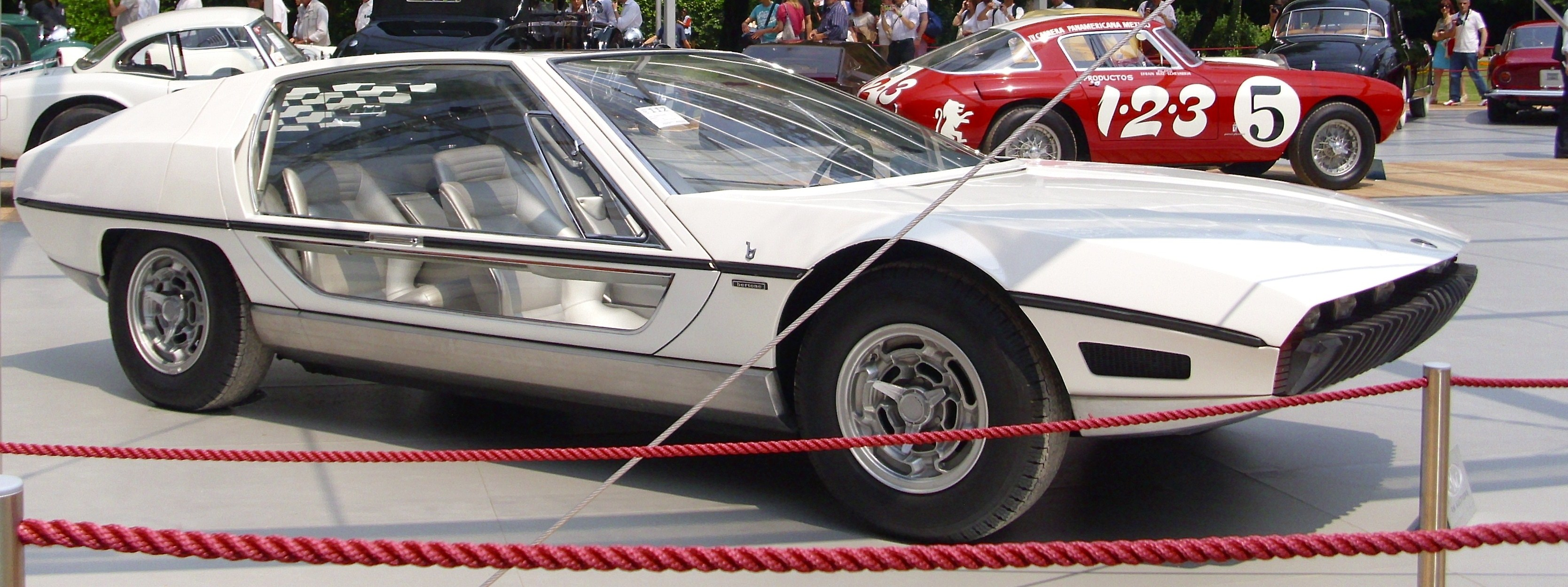

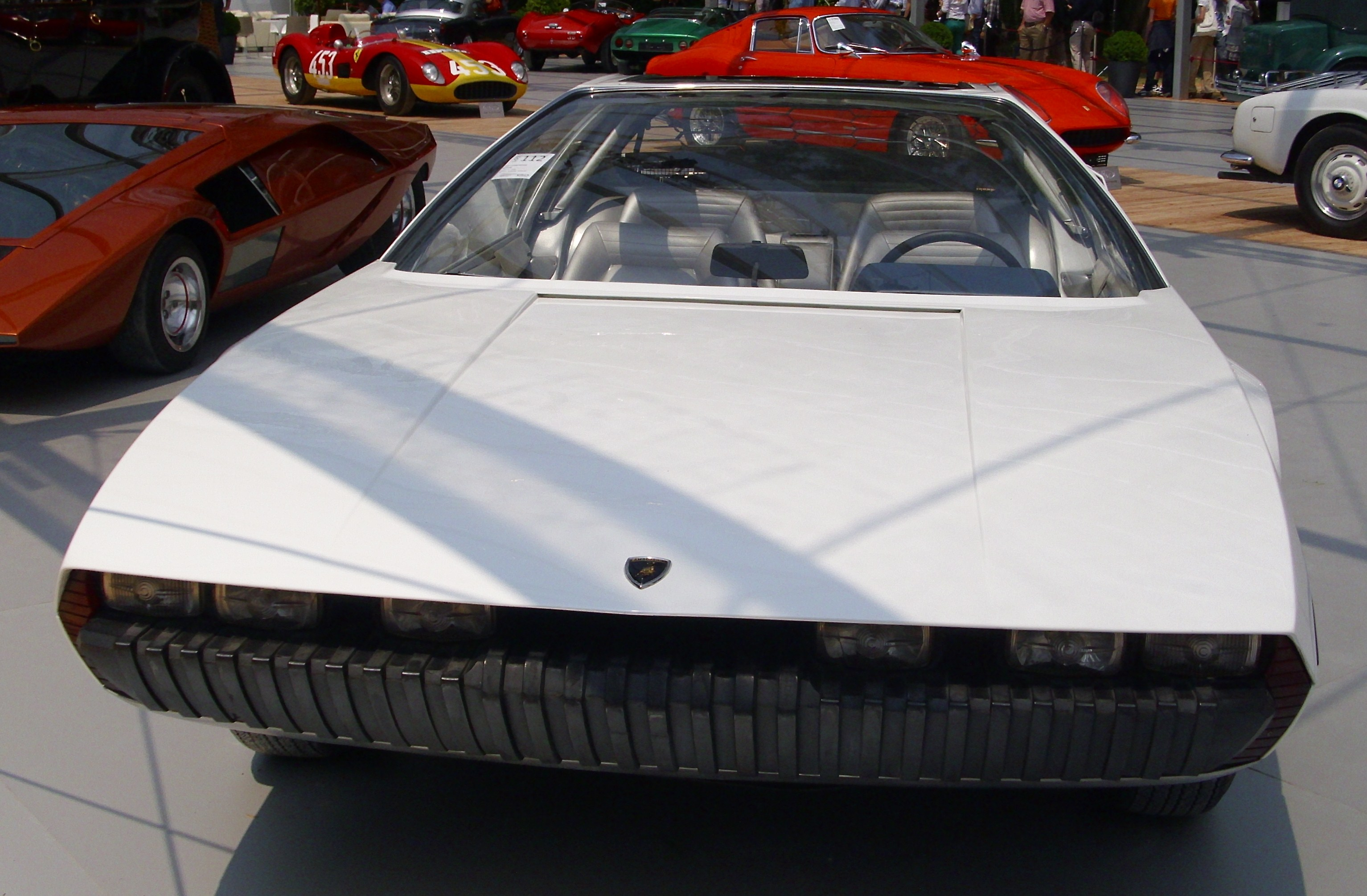

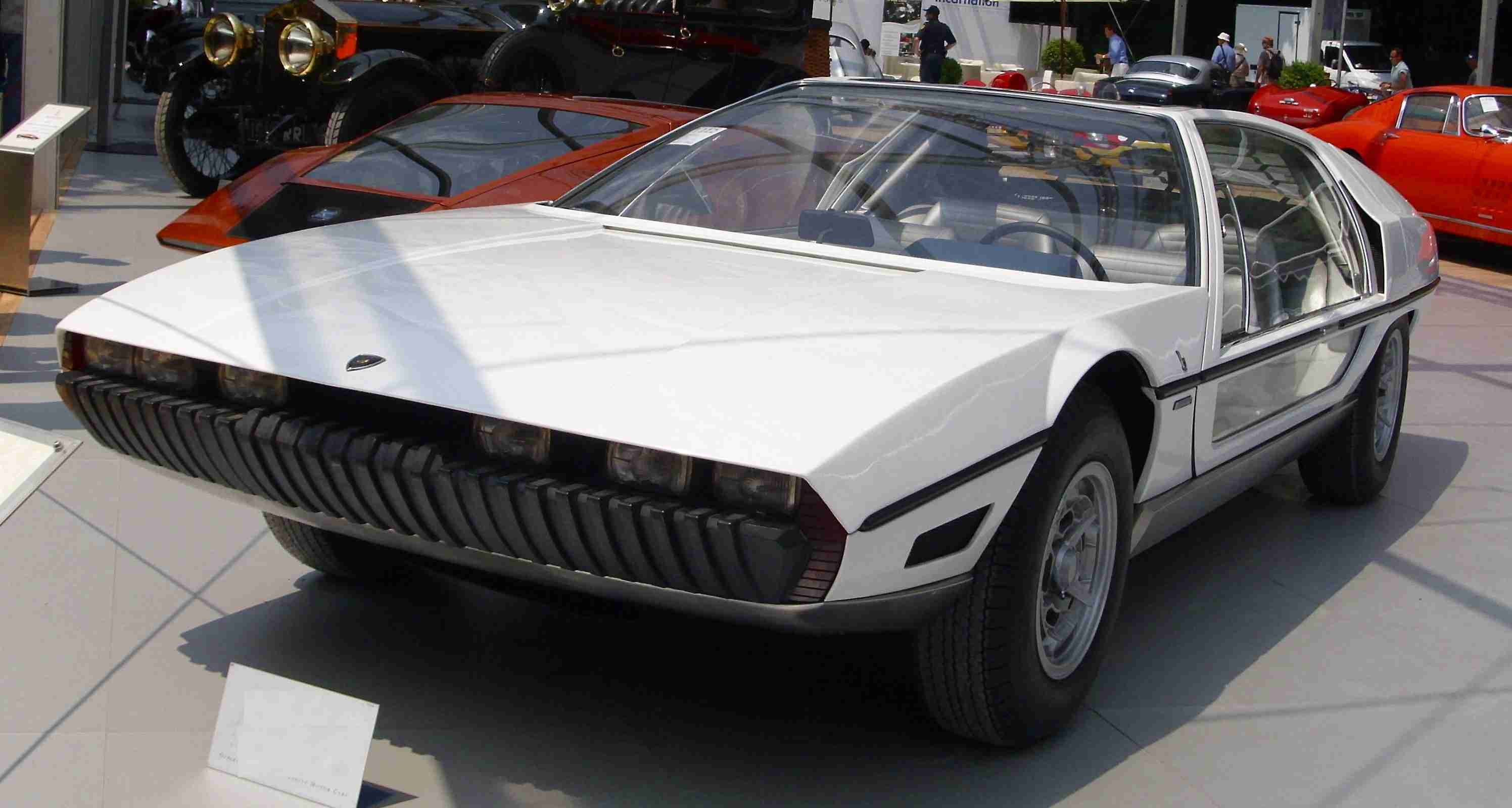

De Lamborghini Marzal TP-200 is een conceptauto uit 1967, ontworpen door Marcello Gandini van designhuis Bertone. De auto werd gepresenteerd op de Geneva Motor Show van 1967, maar is nooit in productie genomen.

## Ontwerp
De Lamborghini Marzal TP-200 werd in het leven geroepen door Marcello Gandini van designhuis Bertone,  om Ferruccio Lamborghini te voorzien van een volwaardige vierzitter naast de Lamborghini 400GT 2 + 2 en de Lamborghini Miura. De motor was een 2 liter 6 cilinder (een door midden gezaagde 4 liter V12 ) en het chassis was een verlengd chassis van de Lamborghini Miura.
De kleur van de auto was zilverkleurig. Het interieur bestond uit zilverkleurige leren stoelen en hexagonale elementen die overal terugkwamen.

## Features
Belangrijkste features waren de glazen verticaal openende deuren en de achterruit met hexagonale elementen.

## Technische gegevens
- Motor: 1962 cc 2 liter 6 cilinder
- Topsnelheid: 225 kilometer per uur
- Lengte: 445 cm

## Nooit in productie genomen
De Lamborghini Marzal is nooit in productie genomen, maar veel van het ontwerp is later gebruikt in de Lamborghini Espada. De Marzal bevond zich voor lange tijd in het Bertone Design Study Museum, maar is op 21 mei 2011 verkocht aan een particulier op een veiling bij Villa d'Este, Italië voor 1.350.000 euro.
De nieuwe eigenaar heeft een video gemaakt, waarop de Lamborghini Marzal rijdend te zien is.